# Pamela Evette
Pamela Sue Evette (de soltera Gajoch; Ohio, Estados Unidos, 28 de agosto de 1967) es una empresaria y política conservadora estadounidense. Afiliada al Partido Republicano, desde 2019 se desempeña como vicegobernadora del estado de Carolina del Sur.

## Formación
Pamela Evette obtuvo su licenciatura en administración de empresas de la Universidad Estatal de Cleveland. Trabajó como contadora hasta que regresó a Travellers Rest, Carolina del Sur en 2005, donde fundó y actuó como directora ejecutiva de Quality Business Solutions, una firma de software de soluciones de nómina, recursos humanos y back-office.

## Empresaria
En 2015, Evette ocupó el puesto número tres de las principales empresarias de los Estados Unidos por la revista Inc., y señaló que, como directora ejecutiva, hizo crecer su negocio a una empresa de mil millones de dólares en los 15 años transcurridos desde su inicio.

## Vicegobernadora
Evette fue la primera vicegobernadora elegida en la misma lista que el gobernador, pues antes de las elecciones de 2018, los vicegobernadores de Carolina del Sur eran elegidos independientemente del gobernador. Derrotó a Mandy Powers Norrell en el cargo para vicegobernador, el 6 de noviembre de 2018. Evette asumió el cargo como la segunda vicegobernadora de Carolina del Sur (la primera fue Nancy Stevenson entre 1979 y 1983) el 9 de enero de 2019. Evette es la primera mujer republicana en ocupar el cargo.

## Vida personal
Evette está casada con David Evette, con quien tiene un hijo. También tiene un hijo y una hija de un matrimonio anterior.
Evette y su familia son católicos, y asisten a la iglesia católica en Taylors, Carolina del Sur.

## Resultados electorales

### Vicegobernadora de Carolina del Sur
|  | 53,63 % |

|  | 53,96 % |

|  | 83,28 % |

|  | 58,04 % |